# Serapias broeckii
Serapias broeckii är en orkidéart som beskrevs av Aimée Antoinette Camus. Serapias broeckii ingår i släktet Serapias och familjen orkidéer. Inga underarter finns listade i Catalogue of Life.